# Oroszki Péter
Oroszki Péter (Budapest, 1961. október 25. –) kétszeres magyar bajnok labdarúgó, középpályás.

## Pályafutása
1975-ben a BVSC-ben kezdte a labdarúgást. 1981 és 1984 között az Épgép illetve a Bp. Hőerőmű csapatában játszott. Sorkatonai szolgálata alatt, 1982-ben a H. Papp József SE labdarúgója volt. 1984–85-ben a Ganz-Mávag csapatában játszott. 1985-ben az MTK-VM-hez szerződött és itt mutatkozott be az élvonalban. 1986–87-es bajnokcsapat tagja volt. 1988-ban egy rövid ideig ismét a BVSC játékosa lett, majd a Békéscsabai Előre csapatában folytatta pályafutását. Az 1989–90-es idényt a Váci Izzó MTE együttesében kezdte, de idény közben átigazolt az Újpesti Dózsához, így a bajnokságot nyert csapat tagja lett. 1992-ben magyar kupa győzelemmel búcsúzott az Újpesttől, bár a döntő mérkőzésen nem lépett pályára. 1992–93-as idényben a Monor csapatában fejezte be az aktív labdarúgást.

## Sikerei, díjai
- Magyar bajnokság
  - bajnok: 1986–87, 1989–90
- Magyar kupa
  - győztes: 1992